# Manuel Aznar Soler
Manuel Aznar Soler (Valencia, 1951) es un catedrático de Literatura Española Contemporánea en la Universidad Autónoma de Barcelona.  Sus estudios se han centrado en el teatro español contemporáneo, desde Ramón María del Valle-Inclán hasta José Sanchis Sinisterra y Juan Mayorga, y en la literatura del exilio republicano de 1939, en particular en la literatura dramática. Es fundador y director del Grupo de Estudios del Exilio Literario (GEXEL).

## Biografía
Desde 1993 dirige el grupo GEXEL. Asimismo es director de las revistas  Laberintos, revista de estudios sobre los exilios culturales españoles y de El Correo de Euclides. Anuario científico de la Fundación Max Aub. Dirige la  Biblioteca del Exilio en la Editorial Renacimiento. Y también trabaja en el grupo vasco Hamaika Bide, asociación centrada en el estudio de los diferentes exilios vascos de los siglos XIX y XX.

## Obra
Autor de artículos, colaboraciones y libros, ha colaborado en diversas publicaciones especializadas, entre ellas, Anales de la Literatura Española Contemporánea, El Correo de Euclides. Anuario científico de la Fundación Max Aub, Estreno: cuadernos de teatro español contemporáneo, Hispanística XX,Ínsula, Primer Acto, etc.

### Libros

#### Único autor
- Los laberintos del exilio. Diecisiete estudios sobre la obra literaria de Max Aub. Renacimiento. ISBN 84-8472-098-5
- Valle-Inclán, antifascista. Sant Cugat del Vallès, Barcelona : Cop d'Idees, 1992. ISBN 84-87478-05-0.
- Guía de lectura de "Martes de carnaval". Barcelona : Taller d'Investigacions Valleinclanianes, UAB, 1992. ISBN 84-7658-373-7.
- Valle-Inclán, Rivas Cherif y la renovación teatral española (1907-1936). Sant Cugat del Vallès, Barcelona : Taller d'Investigacions Valleinclanianes, 1992. ISBN 84-87478-04-2.
- República literaria y revolución. Dos tomos. Renacimiento, 2010, 1016 pp.[3]
- El teatro de Jorge Semprún. Ámsterdam: Lit Verlag, 2015.

#### Obras coordinadas
- Las literaturas exiliadas en 1939. Barcelona: GEXEL, 1995. ISBN 84-87478-09-3.
- Diccionario biobibliográfico de los escritores, editoriales y revistas del exilio republicano de 1939. En colaboración con José Ramón López García. Cuatro tomos. Biblioteca del exilio. Colección Anejos. Sevilla: Editorial Renacimiento, 2016. ISBN 9788416981113. 2318 p.[4]

#### En colaboración
- El exilio literario español de 1939 : Actas del Primer Congreso Internacional (Bellaterra, 27 de noviembre- 1 de diciembre de 1995). GEXEL, 1998. ISBN 84-87478-27-1.
- La política cultural al país valencià (1927-1939). Con Ricard Blasco. Institució Alfons el Magnánim, 1985. ISBN 84-00-05929-8

#### Ediciones de libros
- Los nudos del quipu. (Ciclo del exilio). Edición de Manuel Aznar Soler. Renacimiento-Biblioteca del Exilio, Ayuntamiento de Tolosa, 2015. ISBN 978-84-16246-90-8.[5]

#### Colaboraciones en obras colectivas
- "El teatro del exilio de Cecilia García de Guilarte". La cultura del exilio vasco. Euskal erbesteratuen kultura, 2.liburuki, 2000, ISBN 84-931339-2-2, pp.183-204.
- "Aniversario, obra teatral inédita de José Martín Elizondo". Sujeto exílico, epistolarios y diarios: exilio en primera persona. Mercedes Acillona coordinadora. San Sebastián: Hamaika Bide Elkartea, 2010. ISBN 978-84-614-5636-9.